# ويليام لوغان (شاعر)
ويليام لوغان (بالإنجليزية: William Logan)‏ هو شاعر أمريكي، ولد في 1950 في بوسطن في الولايات المتحدة.